# Blagoje Adžić
Blagoje Adžić (serbisch-kyrillisch Благоје Аџић; * 2. September 1932 in Pridvorica, Königreich Jugoslawien; † 1. März 2012 in Belgrad, Serbien) war zu Beginn des Jugoslawienkriege der Generalstabschef der jugoslawischen Volksarmee (JNA). 

## Leben
Adžić wurde in eine serbische Familie im Süden Bosnien-Herzegowinas geboren. Als Kind erlebte er im Zweiten Weltkrieg die Ermordung seiner Angehörigen durch die Ustascha. Nach dem Krieg besuchte er die Offiziersschule der jugoslawischen Volksarmee und absolvierte diese 1953. Er erwarb überdies ein Fremdsprachendiplom und besuchte die "Frunse"-Militärakademie der sowjetischen Streitkräfte.
Während seiner Karriere in der Armee hatte er verschiedene Kommandos inne. Er war zunächst Bataillons- und später Divisionskommandeur. 1986 wurde er stellvertretender Kommandant der 7. Armee, ein Jahr später avancierte er zum Generalleutnant. Wenig später übernahm er den Posten des stellvertretenden Generalstabschefs im Hauptquartier der jugoslawischen Streitkräfte und wurde zum Generaloberst befördert. Nach dem Rücktritt des Generalstabschefs im September 1989 wurde Adžić oberster Repräsentant der Armee und blieb dies bis Mai 1992. Anfang 1992 war er nach dem Rücktritt von Veljko Kadijević kurzzeitig geschäftsführender Verteidigungsminister Jugoslawiens.
Der Internationale Strafgerichtshof für das ehemalige Jugoslawien (ICTY) erwog eine Anklageerhebung gegen Adžić, doch blieb diese letztlich aus. Eine Klage aus Kroatien aufgrund von Adžićs Rolle bei der Schlacht um Osijek blieb folgenlos.